# Добрянський Володимир Казимирович
Володи́мир Казими́рович Добря́нський (нар. 12 грудня 1966, с. Городок, Чортківський район, Тернопільська область) — український науковець, археолог, історик, спелеолог, дослідник старожитностей, фортифікацій та топоніміки. Нарівні з західноукраїнськими дослідниками XIX поч. XX ст., як Антоній Шнайдер та Богдан Януш, він «Останній з могікан» альтруїст серед сучасних краєзнавців, для котрого дослідження, вивчення, охорона та збереження старожитностей є справою всього життя. Член Українського товариства охорони пам'яток історії і культури (1981), Наукового товариства імені Шевченка (2000), Національної спілки журналістів України (2016—2020). Співзасновник ГО «Альтернатива-Чортків». Учасник ліквідації аварії на Чорнобильській АЕС 2-ї категорії.

## Життєпис
Володимир Добрянський народився 12 грудня 1966 року в селі Городок Заліщицького району (нині Заліщицька міська громада, Чортківський район, Тернопільська область, Україна) у сім'ї службовців. Походить із давнього роду польської шляхти гербу Сас.
Закінчив історичний факультет Чернівецького державного університету імені Юрія Федьковича (1994, нині Національний університет). Працював на посадах вчителя історії на Чортківщині, секретарем Історико-просвітницького товариства «Меморіал», науковим працівником Тернопільського обласного краєзнавчого музею, Чортківській централізованій бібліотечній системі, старшим науковим працівником Чортківського комунального краєзнавчого музею.
У 1985—1987 роках проходив службу в армії. Під час проходження строкової військової служби в складі військової частини 3238 брав участь у ліквідації наслідків катастрофи на Чорнобильській АЕС (квітень — травень 1986, листопад 1986 — січень 1987). Учасник ліквідації аварії на Чорнобильській АЕС 2-ї категорії.

## Наукова діяльність
Автор більш як 100 наукових публікацій у фахових виданнях та численних краєзнавчих і публіцистичних статей у пресі.
Виявив та дослідив:
- понад 100 археологічних пам'яток на території Чортківського та Тернопільського районів,
- близько 30 об'єктів оборонних фортифікацій (городища, замки, редути, люнети) в Добрівлянах, Лисичниках, Бедриківцях, Білій, Шманьківцях, Шершенівці, Звенигороді, Яблунові, Коцюбинцях;
- близько 50 невідомих раніше печер у Городку, Зозулинцях, Касперівцях, Чорткові, Угрині, Шманьківцях та інших населених пунктах Тернопільщини.

Інший напрям діяльності — дослідження й вивчення давніх реліктів давньослов'янської лексики, які відображені в топоніміці краю — а на підставі археологічних обстежень місцевостей, по них можна реконструювати давні ойконіми (населені пункти).
У 2019 році на 40-метровій висоті башти Чортківського костелу Володимир Добрянський виявив детонатор шрапнельного снаряду, по його траєкторії польоту визначив, що 1-й, 3-й, 4-й і 7-й гарматні полки (64 гармати) за командою отамана Кирила Карася під час Чортківської офензиви (7—28 червня 1919 року) розташовувалися в лісі на захід від села Шманьківців Чортківського району.
13 квітня 2021 року разом з директоркою Тернопільського обласного центру охорони та наукових досліджень пам'яток культурної спадщини Мариною Ягодинською, археологом Василем Ільчишиним та іншими розкопав поховання кінця ІІІ тисячоліття до н.е., яке знайшли поблизу села Білий Потік на Чортківщині.
Учасник багатьох міжнародних і всеукраїнських наукових конференцій у Тернополі, Збаражі, Вишнівці, Кременці, Львові, Винниках, Ужгороді, Києві, Переяславі, Хмельницькому, Меджибожі, Кам'янці-Подільському, Чернівцях, Івано-Франківську.